# Горно Граматиково
Горно Граматиково (на гръцки: Άνω Γραμματικό, Ано Граматико, катаревуса: Άνω Γραμματικόν, Ано Граматикон, до 1927 година Άνω Γραμματίκοβο, Ано Граматиково, катаревуса Άνω Γραμματίκοβον, Ано Граматиковон, на румънски: Grămăticova) е село в Република Гърция, в дем Воден (Едеса), област Централна Македония.

## География
Селото е разположено на 1160 m надморска височина, на 20 km южно от Острово (Арниса), в северозападните склонове на планината Каракамен (Вермио).

## История

### В Османската империя
Селото вероятно е било българско, разсипано при потушаването на Негушкото въстание в 1822 година. Селото доста по-късно е възстановено от власи скотовъдци.
Александър Синве („Les Grecs de l’Empire Ottoman. Etude Statistique et Ethnographique“), който се основава на гръцки данни, в 1878 година пише, че в Граматиковон (Grammatikovon), Мъгленска епархия, живеят 480 гърци. В „Етнография на вилаетите Адрианопол, Монастир и Салоника“, издадена в Константинопол в 1878 година и отразяваща статистиката на населението от 1873 г., Граматиково (Gramaticovo) е посочено като село във Воденска каза с 280 къщи и 848 жители българи и 415 помаци.
Според Васил Кънчов („Македония. Етнография и статистика“), в края на ХIХ век населението на Горно Граматиково, заедно с това на Долно Граматиково е съставено от 480 българи и 300 турци, но други източници посочват Горно Граматиково като село от около 100 къщи - изцяло власи, предимно гурбетчии, които през 1888 година откриват и румънско училище. Самият Кънчов отбелязва на етнографската си карта едното село като влашко, но Долно, а не Горно Граматиково.
Според гръцка статистика от 1904 година в живеят 842 влахофони, от които нито един румънеещ се, и 1658 елинофони.
Според статистика на Серфидженския санджак на гръцкото консулство в Еласона от 1904 година в Граматиково (Γραματικόβου), Кайлярска каза, живеят 842 гърци влахофони и 1658 гърци елинофони, а в Колиби (Καλύβια) 100 гърци влахофони, от които всички се румънеят.

### В Гърция
През Балканската война селото е окупирано от гръцки части и остава в Гърция след Междусъюзническата война. В преброяванията от 1913 и 1920 година селото фигурира под името Колиби.
Боривое Милоевич пише в 1921 година („Южна Македония“), че Горно Граматиково има 100 къщи власи християни.
Селото пострадва силно по време на Гражданската война (1946 - 1949) и през зимата на 1947 година жителите му са евакуирани във Воден.
Селяните се занимават със скотовъдство, производство на картофи и експлоатация на гората. След войната част от жителите му се изселват във Воден и Негуш, но продължават да обработват имотите си в селото.
| Година    | 1913 | 1920 | 1928 | 1940 | 1951 | 1961 | 1971 | 1981 | 1991 | 2001 | 2011 | 2021 |
| --------- | ---- | ---- | ---- | ---- | ---- | ---- | ---- | ---- | ---- | ---- | ---- | ---- |
| Население | 549  | 454  |      | 615  | 293  | 241  | 79   | 9    | 103  | 78   | 11   | 16   |

## Личности
Родени в Горно Граматиково
- Атанасие Наста (1912 – 1996), румънски адвокат, филолог, арумънски писател и поет
- Гогу Пию (1918 – 1948), румънски политик
- Думитру Париза (1908 – 1996), румънски поет
- Коста Баку (1883 – ?), румънски свещеник в църквата „Свети Димитър“ в Граматиково, разрушена по време на Втората световна война; след войната му е забранено да служи на румънски и става гръцки свещеник[10]
- Хали Жога (Hali Joga), войвода на чета на румънската пропаганда[11]

Други
- Йон Карамитру (1942 – 2021), румънски актьор и арумънски активист, по произход от Горно Граматиково